# Roscoea bhutanica
Roscoea bhutanica là một loài thực vật có hoa trong họ Gừng. Loài này được Chatchai Ngamriabsakul mô tả khoa học đầu tiên năm 2000. Mẫu định danh: Grierson & Long 1826, thu thập tại thung lũng rừng phía trên Lami Gompa, 27°33′B 90°42′Đ / 27,55°B 90,7°Đ, Byakar, Bumtang Chu, huyện Bumthang, Bhutan, ở cao độ 3.050m, 12 tháng 6 năm 1979.

## Phân bố và môi trường sống
Loài này được tìm thấy ở cao độ 2.100-3.500 m, trong các thung lũng rừng rậm và các khoảng rừng thưa tại miền nam Tây Tạng (thung lũng Chumbi) và Bhutan.

## Mô tả
R. bhutanica là một trong những thành viên có kích thước nhỏ của chi Roscoea. Cây cao 8–14 cm. Rễ củ thuôn dài đến hình thoi. Lá: 4-8 lá hoặc nhiều hơn, 2-4 lá đầu tiên là lá không phiến lá, các lá còn lại có phiến nhẵn nhụi, xuất hiện vào lúc nở hoa, hình mũi mác-hình trứng đến thuôn dài, hơi có tai, ~4–21 cm × 1–4,5 cm, mọc thành cụm ở gốc. Phần cuống của cụm hoa được các bẹ lá che phủ. Lá bắc ~4,5–8 cm × 1–1,6 cm bao quanh các hoa màu tía và nở từng hoa một, ngay phía trên lá. Đài hoa hình ống, ~5–6,5 cm, đỉnh ngang bằng lá bắc ít hay nhiều, 2 răng, răng 1-3(-9) mm, xẻ khoảng 1-1,5 cm. Ba cánh hoa tạo thành ống tràng, ~5-6,5 cm, thường dài hơn đài hoa đến khoảng 1 cm, đầu chia thành 3 thùy; thùy trung tâm hình mác ngược hẹp, ~2,3–2,6 cm × 1,1–1,3 cm, nhọn đột ngột; hai thùy bên thẳng-thuôn dài, ~2,4–2,8 cm × 0,4–0,6 cm, tù. Bên trong các cánh hoa là các cấu trúc hình thành từ 4 nhị vô sinh (nhị lép): 2 nhị lép bên tạo thành cấu trúc hình thìa lệch giống như cánh hoa thẳng đứng hẹp, ~1,6–1,9 cm × 0,5–0,6 cm; 2 nhị lép trung tâm hợp sinh để tạo thành cánh môi, ~2,5–3,2 cm × 1,6–2 cm, hơi uốn cong xuống, hình trứng ngược, đầu chia 2 thùy nhỏ hơn một nửa chiều dài của nó, không có vạch trắng ở vuốt. Nhị sinh sản 1, bao phấn màu trắng, mô vỏ bao phấn dài ~6–7 mm, vuông góc với các phần phụ nhọn và thuôn dài liên kết. Vòi nhụy màu trắng hồng; đầu nhụy màu trắng. Bầu nhụy dài ~1–1,7 cm × 0,3 cm. Tuyến dưới bầu 4–5 mm. Áo hạt xé rách nông.
Các đặc trưng hoa của R. bhutanica là tương tự như ở các loài có kích thước lớn hơn là R. purpurea và R. auriculata, đều thuộc nhánh Himalaya. Nhị lép của R. bhutanica là trung gian về màu sắc và hình dạng giữa hai loài nói trên. Nhị lép ở R. auriculata có màu trắng và hình trứng ngược lệch; ở R. purpurea có màu tía và hình thìa; ở R. bhutanica có màu tía với vuốt dài, vì thế tỷ lệ dài/rộng của nó lớn hơn, gần với tỷ lệ của R. purpurea hơn là với R. auriculata có vuốt ngắn.

## Lịch sử phân loại
R. tibetica trước đây được cho là loài đặc biệt duy nhất của chi Roscoea khi có mặt ở cả hai bên của phần chảy về phía nam của sông Brahmaputra. Tuy nhiên, phân tích phát sinh chủng loài phân tử năm 2000 cho thấy quần thể ở phía tây trong địa phận Bhutan, khác biệt với quần thể ở phía đông tại Trung Quốc. Do mẫu định danh R. tibetica thu thập tại huyện Lý Đường, tỉnh Tứ Xuyên, Trung Quốc, nên quần thể ở Bhutan được coi là một loài mới với danh pháp R. bhutanica.
R. tibetica thuộc nhánh Trung Quốc trong khi R. bhutanica thuộc nhánh Himalaya, khớp với dự kiến từ sự phân bố tương ứng của chúng.
Hai loài này có bề ngoài rất giống nhau, ở chỗ chúng đều nhỏ và có một nhóm các lá sát gốc bó chặt. Cây non của hai loài này không dễ phân biệt, nhưng sau này có thể thấy là R. tibetica vẫn giữ nơ lá trong khi R. bhutanica phát triển kiểu sắp xếp lá thành hai hàng. Ngoài ra, ở R. tibetica thì sự nở hoa thường xảy ra trước khi ra lá, đài hoa dài hơn lá bắc, ống tràng dài, thò ra ngoài đài hoa, cánh môi ngắn hơn cánh hoa bên, đỉnh cánh hoa bên nhọn và đỉnh phần phụ tù; trong khi ở R. bhutanica thì sự nở hoa thường xảy ra sau khi đã có vài lá, đài hoa bằng hoặc ngắn hơn lá bắc, ống tràng ngắn, thường nằm trong đài hoa, cánh môi dài hơn cánh hoa bên, đỉnh cánh hoa bên tù và đỉnh phần phụ nhọn.